# Elizabeth Gilbert
Pour les articles homonymes, voir Gilbert.
Œuvres principales
- Pilgrims (Elizabeth Gilbert) (en)
- Mange, prie, aime
- Mes alliances: Histoires d'amour et de mariages (en)

Elizabeth Gilbert est une romancière, essayiste et biographe américaine, née le 18 juillet 1969.

## Biographie
En 2006, elle a publié Eat, Pray, Love : One Woman's Search for Everything Across Italy, India and Indonesia, traduit en français en 2008, sous le titre Mange, Prie, Aime. Elle y relate son voyage d'un an en Italie (Mange), en Inde (Prie) et à Bali (Aime) à la recherche de son moi profond.
Le livre devient un véritable best-seller (10 millions d'exemplaires vendus).
Une adaptation cinématographique avec Julia Roberts dans le rôle principal est sortie en 2010 sous le titre Mange, prie, aime.
Elle raconte la vie du survivaliste américain Eustace Conway (protagoniste entre autres de la série  télévisée Seuls face à l'Alaska) dans The Last American Man (2002)  (ISBN 978-0142002834).

## Vie privée
En septembre 2016, Elizabeth Gilbert annonce sur Facebook avoir divorcé de son mari José Nunes (héros de Mange, Prie, Aime) après être tombée amoureuse de sa meilleure amie, l'écrivaine d’origine syrienne Rayya Elias. Après s'être mariée avec elle en 2017, Rayya Elias décède en 2018 d'un cancer du foie et du pancréas. En 2019, Gilbert annonce s'être mis en couple avec Simon MacArthur, un photographe qu'elle comptait depuis longtemps parmi ses amis proches et qui se trouvait lui-même être un proche de Rayya Elias pour avoir été son colocataire trente ans plus tôt.

## Ouvrages
- Mange, prie, aime : La quête spirituelle d'une femme à travers l'Italie, l'Inde et l'Indonésie (trad. de l'anglais), Paris, Éditions Calmann-Lévy, 2008, 453 p. (ISBN 978-2-7021-3904-2)
- Le Dernier Américain (trad. de l'anglais), Paris, Éditions Calmann-Lévy, 2009, 350 p. (ISBN 978-2-7021-4024-6)
- Mes Alliances : Histoires d'amour et de mariages (trad. de l'anglais), Paris, Éditions Calmann-Lévy, 2010, 331 p. (ISBN 978-2-7021-4131-1)
- La Tentation du homard : roman (trad. de l'anglais), Paris, Éditions Calmann-Lévy, 2011, 405 p. (ISBN 978-2-7021-4251-6)
- L’Empreinte de toute chose (trad. de l'anglais), Paris, Éditions Calmann-Lévy, 2014, 611 p. (ISBN 978-2-7021-5354-3)
- Comme par magie, traduction de l'anglais Big Magic: Creative Living Beyond Fear, 2015, Éditions Calmann-Lévy, 320p, 2016,  (ISBN 9782702159316)
- Au bonheur des filles, Éditions Calmann-Lévy, 544p, 2020,  (ISBN 9782702157800)